# 파워레인저 (영화)
《파워레인저》(영어: Mighty Morphin Power Rangers: The Movie)는 1995년 공개된 미국의 영화로, 《마이티 모핀 파워레인저》의 영화화 버전이다 기가트라이브 미니포스 .

## 출연

### 주연
- 카랜 애슐리 - 아이샤 / 옐로우 레인저
- 자니 용 보쉬 - 아담 / 블랙 레인저
- 스티브 카데나스 - 록키 / 레드 레인저

### 조연
- 제이슨 데이비드 프랭크 - 토미 / 화이트 레인저
- 에이미 조 존슨 - 킴벌리 / 핑크 레인저
- 데이빗 요스트 - 빌리 / 블루 레인저
- 폴 쉬리어 - 벌크
- 제이슨 나비 - 스컬
- 폴 프리먼 - 아이반 우즈

## 기타
- 공동제작: 데이비드 컷츠워스
- 미술: 크레그 스턴즈
- 의상: 조셉 A. 포로